# Staurodiscus kellneri
Staurodiscus kellneri is een hydroïdpoliep uit de familie Laodiceidae. De poliep komt uit het geslacht Staurodiscus. Staurodiscus kellneri werd in 1910 voor het eerst wetenschappelijk beschreven door Mayer. 